# Sportlövészet az 1908. évi nyári olimpiai játékokon
Az 1908. évi nyári olimpiai játékokon a sportlövészetben tizenöt szám versenyét rendezték.

## Éremtáblázat
(A rendező ország csapata és a magyar érmesek eltérő háttérszínnel, az egyes számoszlopok legmagasabb értéke, vagy értékei vastagítással kiemelve.)
| Az 1908. évi nyári olimpiai játékok éremtáblázata sportlövészetben | Az 1908. évi nyári olimpiai játékok éremtáblázata sportlövészetben | Az 1908. évi nyári olimpiai játékok éremtáblázata sportlövészetben | Az 1908. évi nyári olimpiai játékok éremtáblázata sportlövészetben | Az 1908. évi nyári olimpiai játékok éremtáblázata sportlövészetben | Olimpia  |
| ------------------------------------------------------------------ | ------------------------------------------------------------------ | ------------------------------------------------------------------ | ------------------------------------------------------------------ | ------------------------------------------------------------------ | -------- |
|                                                                    | Ország                                                             | Arany                                                              | Ezüst                                                              | Bronz                                                              | Összesen |
| 1.                                                                 | Nagy-Britannia (GBR)                                               | 6                                                                  | 7                                                                  | 7                                                                  | 20       |
| 2.                                                                 | Egyesült Államok (USA)                                             | 3                                                                  | 3                                                                  | 1                                                                  | 7        |
| 3.                                                                 | Norvégia (NOR)                                                     | 3                                                                  | 0                                                                  | 2                                                                  | 5        |
| 4.                                                                 | Svédország (SWE)                                                   | 2                                                                  | 2                                                                  | 1                                                                  | 5        |
| 5.                                                                 | Belgium (BEL)                                                      | 1                                                                  | 2                                                                  | 0                                                                  | 3        |
|                                                                    |                                                                    |                                                                    |                                                                    |                                                                    |          |
| 6.                                                                 | Kanada (CAN)                                                       | 0                                                                  | 1                                                                  | 1                                                                  | 2        |
|                                                                    |                                                                    |                                                                    |                                                                    |                                                                    |          |
| 7.                                                                 | Franciaország (FRA)                                                | 0                                                                  | 0                                                                  | 2                                                                  | 2        |
| 8.                                                                 | Görögország (GRE)                                                  | 0                                                                  | 0                                                                  | 1                                                                  | 1        |
|                                                                    |                                                                    |                                                                    |                                                                    |                                                                    |          |
| Összesen                                                           | Összesen                                                           | 15                                                                 | 15                                                                 | 15                                                                 | 45       |

## Érmesek
| Az 1908. évi nyári olimpiai játékok érmesei sportlövészetben | | | |
| Versenyszám                                                  | Arany | Ezüst | Bronz |
| Gyorstűzelö pisztoly 50 m                                    | Paul van Asbroek · Belgium (BEL) · 490                                                                                                 | Reginald Storms · Belgium (BEL) · 487                                                                                                   | James Gorman · Egyesült Államok (USA) · 485                                                                                           |
| Futóvad egyes lövés                                          | Oscar Swahn · Svédország (SWE) · 25 | Ted Ranken · Nagy-Britannia (GBR) · 24                                                                                                  | Alexander Elliott Rogers · Nagy-Britannia (GBR) · 24                                                                                  |
| Futóvad kettős lövés                                         | Walter Winans · Egyesült Államok (USA) · 46                                                                                            | Ted Ranken · Nagy-Britannia (GBR) · 46                                                                                                  | Oscar Swahn · Svédország (SWE) · 38                                                                                                   |
| Futóvad, csapat                                              | Svédország (SWE) · Alfred Swahn · Arvid Knöppel · Oscar Swahn · Ernst Rosell · 86                                                      | Nagy-Britannia (GBR) · Charles Nix · William Lane-Joynt · Walter Ellicott · Thomas 'Ted' Ranken · 85                                    | Nem adták ki |
| Kisöbű puska összetett                                       | Arthur Ashton Carnell · Nagy-Britannia (GBR) · 387                                                                                     | Harry Humby · Nagy-Britannia (GBR) · 386                                                                                                | George Barnes · Nagy-Britannia (GBR) · 385                                                                                            |
| Kisöbű puska 50-100 yard csapat                              | Nagy-Britannia (GBR) · Michael Matthews · Harry Robinson Humby · William Edwin Pimm · Edward Amoore · 771                              | Svédország (SWE) · Vilhelm Carlberg · Frans Albert Schartau · Johann Hübner von Holst · Eric Carlberg · 737                             | Franciaország (FRA) · Paul Colas · André Regaud · Léon Lecuyer · Henri Bonnéfoy · 710                                                 |
| Kisöbű puska bukócél                                         | William Styles · Nagy-Britannia (GBR) · 45                                                                                             | Harold Hawkins · Nagy-Britannia (GBR) · 45                                                                                              | Edward Amoore · Nagy-Britannia (GBR) · 45                                                                                             |
| Kisöbű puska csapat                                          | Norvégia (NOR) · Albert Helgerud · Ole Saether · Gudbrand Skatteboe · Olaf Gudbrandsen Saeter · Julius Brathe · Einar Liberg · 5055    | Svédország (SWE) · Gustav Jonsson · Per Olof Arvidsson · Axel Jansson · Gustav Adolf Sjöberg · Claes Rundberg · Janne Gustafsson · 4711 | Franciaország (FRA) · Léon Johnson · Eugène Balme · André Parmentier · Albert Courquin · Maurice Lecoq · Raoul Comte de Boigne · 4652 |
| Kisöbű puska mozgócél                                        | John Fleming · Nagy-Britannia (GBR) · 24                                                                                               | Michael Matthews · Nagy-Britannia (GBR) · 24                                                                                            | William Marsden · Nagy-Britannia (GBR) · 24                                                                                           |
| Légpuska csapat                                              | Egyesült Államok (USA) · William Leushner · William Martin · Charles Winder · Kellogg Casey · Albert Eastman · Charles Benedict · 2531 | Nagy-Britannia (GBR) · Harcourt Ommundsen · Fleetwood Varley · Arthur Fulton · Philip Richardson · William Padgett · John Martin · 2497 | Kanada (CAN) · William Smith · Charles Robert Crowe · Bruce Williams · Dugald McInnis · Will Merrill Eastcott · Harry Kerr · 2439     |
| Nagyöbű puska 1000 yard fekvő                                | Joshua Millner · Nagy-Britannia (GBR) · 98                                                                                             | Kellogg Casey · Egyesült Államok (USA) · 93                                                                                             | Maurice Blood · Nagy-Britannia (GBR) · 92                                                                                             |
| Nagyöbű puska 300 méter összetett                            | Albert Helgerud · Norvégia (NOR) · 909                                                                                                 | Harry Simon · Egyesült Államok (USA) · 887                                                                                              | Ole Saether · Norvégia (NOR) · 883 |
| Pisztoly 50 méter csapat                                     | Egyesült Államok (USA) · James Gorman · Ira Calkins · John Dietz · Charles Axtell · 1914                                               | Belgium (BEL) · Paul van Asbroeck · Réginald Storms · Charles Paumier du Verger · René Englebert · 1863                                 | Nagy-Britannia (GBR) · Jesse Wallingford · Geoffrey Coles · Henry Lynch-Staunton · Walter Ellicott · 1817                             |
| Trap, egyéni                                                 | Walter Ewing · Norvégia (NOR) · 72 | George Beattie · Egyesült Államok (USA) · 60                                                                                            | Alexander Maunder · Norvégia (NOR) · Anasztásziosz Metaxász · Görögország (GRE) · 57                                                  |
| Trap, csapat                                                 | Nagy-Britannia (GBR) · Alexander Maunder · James Pike · Charles Palmer · John Postans · Frank Moore · Peter Easte · 407                | Kanada (CAN) · Walter Henry Ewing · George Beattie · Arthur Westover · Mylie Fletcher · George Vivian · Donald McMackon · 405           | Nagy-Britannia (GBR) · George Whitaker · Gerald Skinner · John Butt · William Morris · Harold Creasey · Richard Hutton · 372          |

## Magyar részvétel
- Prokopp Sándor nagyöbű puska 300 m.,összetett 43. 627 (144, 236, 247)
- Móricz István nagyöbű puska 300 m.,összetett 49. 490 (122, 179, 189)